# Romusaari (ö i Mellersta Finland, Joutsa, lat 61,65, long 26,51)
Romusaari är en ö i Finland. Den ligger i sjön Suontee och i kommunen Joutsa i den ekonomiska regionen  Joutsa ekonomiska region  och landskapet Mellersta Finland, i den södra delen av landet, 180 km nordost om huvudstaden Helsingfors. Öns area är 1,1 hektar och dess största längd är 270 meter i nord-sydlig riktning.